# Mongolicae Legationis Commentarius
El Mongolicae Legationis Commentarius (Ambaixador a la cort del Gran Mogol) és un llibre de viatges escrit pel jesuïta català Antoni de Montserrat entre el 1589 i el 1600, on es descriuen les vicissituds viscudes durant els viatges que l'autor va dur a terme quan va ser enviat com a ambaixador a la cort del gran mogol. En el seu relat Montserrat deixa constància de les experiències, els pobles, les cultures i la geografia que va poder observar en el seu periple des de la capital de l'imperi mogol, Fatehpur Sikri, fins a l'Afganistan, passant pels actuals estats indis de Caixmir, Himachal Pradesh, Jammu, la regió del Panjab, el Pakistan o les serralades de l'Himàlaia i l'Hindu Kush.
El llibre resulta d'un gran interès perquè dona notícia per primera vegada de regions, ètnies, religions, cultures i tradicions desconegudes fins aquell moment a occident, com per exemple les de l'Himàlaia, que precisament van motivar l'expedició portuguesa d'António de Andrade al Tíbet -la primera europea- el 1624.
El Mongolicae Legationis Commentarius es complementa amb un mapa en miniatura àmpliament reconegut per la seva gran vàlua i precisió, fet que li atorgà vigència fins al segle xix i considerat l'autor del primer mapa del sostre del món. Tot i que generalment és conegut com a "Mapa de l'Himàlaia", el cert és que Montserrat dona descripcions molt més extenses que inclouen l'Índia, el Pakistan, l'Afganistan i el Tibet.
El 1582, Montserrat va tornar a Goa, on va començar a redactar en llatí la crònica, que va acabar després de ser alliberat del seu captiveri, acabant-lo poc abans de morir. No és clar si Montserrat va escriure el llibre en llatí o ho va fer en portuguès -com Relaçam de Equebar, rei dos mogores- encara que només en va sobreviure una versió llatina.